# 1988年夏季残疾人奥林匹克运动会匈牙利代表团
1988年夏季残疾人奥林匹克运动会匈牙利代表团是匈牙利派出的1988年夏季残疾人奥林匹克运动会代表团。获得5枚银牌和7枚铜牌。